# 法蘭克永井
法蘭克永井（フランク永井，1932年3月18日—2008年10月27日），本名永井清人，是日本的情境歌謡（ムード歌謡）歌手，宮城縣志田郡松山町（今大崎市）人。以獨特的低音吸引了許多聽眾，在歌謡界留下偉大的足跡。

## 經歷

### 歌手出道
永井一直憧憬上東京成為歌手，在歷經美軍營區的拖車司機、臨時工生活之後，終於以月薪100美元簽約為美軍俱樂部的歌手。他曾出場各種「歌喉爭霸大賽」，是以「使其他歌喉為之失色」的別名也因而產生。1955年，日本電視台『素人歌唱大賽』（素人のど自慢）將之選為年度最佳得主，以此為契機與victor娛樂簽約；同年9月，即以『戀人啊，回到我身邊』（恋人よ我に帰れ）出道。
起初永井從自己所擅長的爵士樂出發，然而並不暢銷；在前輩歌手狄克‧三根（ディック・ミネ，本名三根德一，1908～1991）的推薦之下，永井與作曲家吉田正相遇，遂轉向歌謠曲方面發展。1957年，有樂町SOGO百貨（2000年結束營業）的宣傳活動歌曲『有楽町で逢いましょう』（相逢有樂町，台灣亦有台語翻唱版本）空前暢銷，使他一躍而成巨星。1959年，永井與他所挖掘的新秀松尾和子所合唱的『東京夜總會』（東京ナイト・クラブ），成為男女對唱曲目的典範，一直到2000年代仍被繼續傳唱。

### 日本唱片大獎獲獎
1961年，永井以爵士樂曲風翻唱二村定一1922年的暢銷曲『愛上你』（君恋し），使該首曲目再度走紅，同年並獲得第3屆日本唱片大獎。在與吉田的合作之下，更受惠於『霧子的探戈』（霧子のタンゴ）、『戀妻歌』（妻を恋うる唄）等暢銷曲；至於以1966年單曲『大阪浪漫』（大阪ろまん）B面曲形式推出的『給你』（おまえに），成為昭和歌謡史上足以留名的佳作，人氣居高不下。6年後的1972年，又將此曲改置於A面再次發售，更在1977年以新技術重新錄製。在2000年之後一般所聽到的此曲，仍以1977年錄音版本居多。
此外，採用搖擺曲風及爵士樂風而改編、重新錄製的『愛上你』，曾於1973年時飛往義大利，與小喇叭手尼尼・羅素（Nini Rosso）共同演出並進行錄音。尼尼・羅素在前一年的第23回NHK紅白歌唱大賽中所演奏的『愛上你』，是兩人首次共同演出。
在音樂會安排方面，永井也集思廣益，故細緻經營的舞台獲得一定的評價。約每五年就召開大型獨唱會，然而不久後，一些藝術祭得獎的事變成話題。永井從事美軍俱樂部歌手的經驗，使他擅長英語，故也曾在舞台唱過輕音樂樂曲。在前來台灣演唱時，也曾演唱過『霧子的探戈』的英語版本。
一次在NHK上，永井曾披露自己喜歡落語，在此事為人所知後，他也屢次在舞台的主持上講些落語段子形式的小故事，從自家電話的語音留言，則表現出永井是落語家8代目三笑亭可楽的愛好者。可楽本人在講座上也曾說過：「那位叫法蘭克永井的，請多多關照我啊」，而在他的拿手段子『駱駝』（らくだ）當中，收買廢品商人的台詞「屑～うぃ。···這就是低音的魅力啊，可不是嗎？」也引人發噱。此外，漫談家牧伸二也曾以「法蘭克永井低音的魅力，牧伸二低能的魅力」當成搞笑梗。
在日本唱片大獎方面，永井曾獲得1次大獎，2次歌唱獎，3次特別獎。以NHK紅白歌唱大賽常客而為人所知的永井，從1957年的第8回到1982年的第33回，連續出場26次，當時與島倉千代子並列為出場次數最多的記錄保持者。昭和50年代以後仍繼續推出暢銷曲，不過由山下達郎擔任詞曲的單曲『Woman』，卻在翌年1983年紅白歌唱大賽中落選，一般認為此事對永井來說是極大的衝擊。

### 自殺未遂與其後人生
1985年10月21日，永井在自己家中意圖上吊自殺。數日後，方知原因在於永井跟情婦所生孩子的認知和要求養育費問題產生苦惱，而且這些事還被爆料。幸好當時妻子發現得早，雖然保住一命，但是腦部卻留下傷害，除了變得不太能自由對話以外，也有記憶力衰退等後遺症。
經過一段時間的復健治療，永井稍有好轉，能和護理人員說笑，本來也預計可以恢復昔日狀況，不過卻反而逐漸惡化。雖然嘗試轉送到四國療養等方法，仍然未見好轉。不久周圍的人對於永井復健之事也死心了，只有恩師吉田抱著至死仍不放棄的決心，盡心慰問永井。此外相關人士指出，永井在跟吉田說話時，與常人說話的狀態並無不同。
雖然妻子家人方面知情，但是夫婦之間並沒有孩子，加上親屬在照顧永井以及財產問題方面產生的糾紛，在心力交瘁下，結縭多年的妻子與永井終告離婚。此後他由姐姐親自照料，不過，因為姐姐的年齡和金錢問題，致使必須賣掉自宅，讓永井改由療養院看護。
2008年10月27日，因肺炎病逝於東京自家 。享年76歲。在對外公開之前，葬禮、告別式皆已秘密舉行。死後戒名「不懊悔永德院道鑑慈調清居士」，葬禮只在親屬間舉行，之後音樂上的朋友則預定召開『法蘭克永井追思會』。

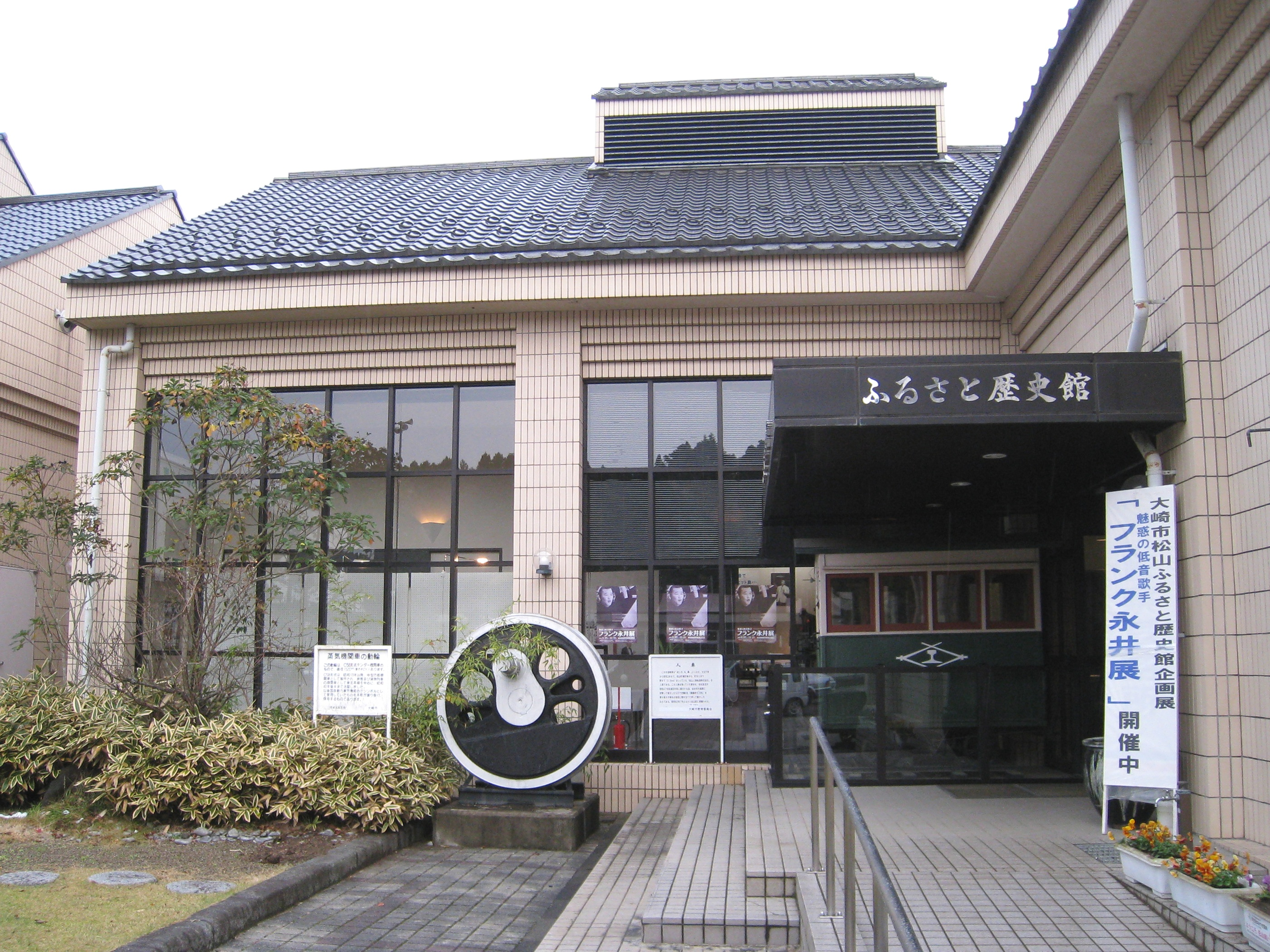
大崎市松山鄉土歷史館的法蘭克永井展示室

## 軼事
- 永井身為熱情的東京讀賣巨人隊球迷也廣為人知。1982年，當時在電視節目上公開宣稱「東京讀賣巨人隊如果沒得總冠軍就剃光頭」的主持人德光和夫（當時為電視主播），真的因為巨人隊未能獲勝而剃光頭髮，於是永井向他說道：「小德，明年（1983年）拿到冠軍就行了。即使是我也很不甘心的」，據說此言撫慰了德光[3]。

- 因為身在Victor公司的永井當紅，Teichiku（テイチク）唱片公司也推出了一名新人「山下清泉」與之對抗，並將他取了個與永井風格類似的藝名出道。但即使在公司拼命促銷下，卻全然不見起色，於是這位新人歌手放棄了本業，在轉職成為電影編劇及作家後大放異采，此人即為詹姆斯三木（ジェームス三木）。

## 主要作品

### 主要作品
本項僅記載代表作。詳見フランク永井的分類目錄。
- 【1萬3千8百元】（13800日圓 1957年／昭和32年）——1萬3千8百元日幣是當時大學生畢業初次任職的平均薪水額度。
- 【東京午前三時】（1957年／昭和32年）
- 【夜霧的第二國道】（夜霧の第二国道 1957年／昭和32年）
- 【相逢有樂町】（有楽町で逢いましょう 1957年／昭和32年）——有楽町SOGO的宣傳曲。本來預定是由三浦洸一灌錄的作品，不過，由於作曲者吉田正的強烈希望，終轉由永井來唱。
- 【羽田出發7點50分】（羽田発7時50分 1958年／昭和33年）
- 【街角的吉他】（街角のギター 1958年／昭和33年）
- 【西銀座站前】（西銀座駅前 1958年／昭和33年）
- 【小姑娘的Love Call】（こいさんのラブ・コール 1958年／昭和33年）
- 【Love Letter】（ラブ・レター1958年／昭和33年）
- 【我是寂寞的啊】（俺は淋しいんだ 1958年／昭和33年）
- 【在夜霧裏消失了的Chalk】（夜霧に消えたチャコ 1959年／昭和34年）
- 【東京夜總會】（東京ナイト・クラブ 1959年／昭和34年）——與松尾和子合作的重唱曲。
- 【戀夜】（恋夜 1959年／昭和34年）
- 【冷的kiss】（冷たいキッス1959年／昭和34年）
- 【喜欢 喜欢 喜欢】（好き 好き 好き1960年／昭和35年）
- 【大阪野郎】（1960年／昭和35年）
- 【東京Cachito】（東京カチート 1960年／昭和35年）
- 【君戀兮】（君恋し 1961年／昭和36年）——原本是二村定一的暢銷曲（1928年（昭和3年））。
- 【悲傷永不消失】（悲しみは消えない 1962年／昭和35年）
- 【初戀的詩】（初恋の詩 1962年／昭和35年）
- 【霧子的探戈】（霧子のタンゴ 1962年／昭和37年）
- 【新東京小曲】（新東京小唄 1962年／昭和37年）
- 【小寶寶是大王】（赤ちゃんは王様だ 1963年／昭和38年）
- 【戰場之戀】（戦場の恋 1963年／昭和38年）
- 【想見】（逢いたくて 1963年／昭和38年）
- 【冬子這個女人】（冬子という女 1964年／昭和39年）
- 【国道18号線】（1964年／昭和39年）——與松尾和子合作的重唱曲。
- 【大阪生活】（大阪ぐらし 1964年／昭和39年）
- 【悲戀的華爾茲】（悲恋のワルツ 1964年／昭和39年）
- 【戀歌（Love Call）】（恋うた（ラブ・コール） 1964年／昭和39年）
- 【我的人生大学生】（わたしゃ人生大学生 1965年／昭和40年）
- 【妻子戀歌】（妻を恋うる唄1965年／昭和40年）
- 【返しておくれ今すぐに】（1965年／昭和40年）——此為The Peanuts（ザ・ピーナッツ）與Bonny Jacks（ボニージャックス）的競賽作品。用以號召小吉展誘拐殺人事件的犯人的歌，犯人被逮捕後即被封箱了。
- 【東京時雨】（東京しぐれ 1965年／昭和40年）
- 【大阪roman】（大阪ろまん 1966年／昭和41年）
- 【船場心】（船場ごころ 1967年／昭和42年）
- 【加茂川布魯斯】（加茂川ブルース 1968年／昭和43年）
- 【你】（おまえに 1977年／昭和52年）——原本是『大阪roman』（大阪ろまん）的B面歌曲。1972年（昭和47年）也曾經單一發售。
- 【11點過後開始】（11時過ぎから 1977年／昭和52年）——與松尾和子合作的重唱曲。
- 【公園的魔術師】（公園の手品師 1978年／昭和53年）——由永井自己重製，原本是1958年（昭和33年）的作品。
- 【WOMAN】（1982年／昭和57年）——此為山下達郎的創作作品。
- 【六本木華爾茲】（六本木ワルツ 1985年／昭和60年）——此曲為永井生前最後錄製的曲子。

### 附錄：永井原曲與台灣版翻唱列表
| 原曲                 | 翻唱曲名       | 翻唱年代 | 翻唱者 | 填詞者       |
| 有楽町で逢いましょう | 相逢有樂町     |          | 洪一峰 | 葉俊麟       |
| 夜霧の第二国道       | 男性的苦戀     |          | 文夏   | 愁人（文夏） |
| 東京午前三時         | 夜都市半暝三更 |          |        | 葉俊麟       |
| 羽田発7時50分        | 台北發的尾班車 |          |        | 葉俊麟       |
| 俺は淋しいんだ       | 再會夜都市     |          |        | 葉俊麟       |
| おまえに             | 情網           |          |        |              |
| 霧子のタンゴ         | 懷念的播音員   |          | 洪第七 | 蜚聲         |
| あなたのすべてを     | 往事如昨       |          | 鄧麗君 |              |

### 電影
- 『有楽町で逢いましょう』（1957年、大映）電影片頭主題曲主唱者
- 『夜霧の第二国道』（1958年、日活）本人擔綱歌手角色
- 『西銀座駅前』（1958年、日活）擔任演唱及駕駛的角色
- 『羽田発7時50分』（1958年、日活）飾演測驗司機永井（人稱フランク）
- 另外還有其他許多角色。

### 電視節目
- 『今夜は最高!』※搭檔為矢野顯子（日本電視系列）
- 『森田一義アワー 笑っていいとも!』電話驚魂※來自阿川泰子的介紹（富士電視台系列）

## 主題曲
- 『七人警探』（TBS聯播網）

## 得獎紀錄
日本唱片大賞
- 1959年（昭和34年）- 「夜霧に消えたチャコ」 - 第1屆・作曲賞、歌唱賞
- 1961年（昭和36年）- 「君恋し」 - 第3屆・大賞
- 1962年（昭和37年）- 「月火水木金土の歌」 - 第4屆・作詞賞
- 1963年（昭和38年）- 「赤ちゃんは王様だ」 - 第5屆・歌唱賞
- 1973年（昭和48年）- 第15屆・制定15周年紀念賞
- 2008年（平成20年）- 第50屆・特別功勞賞

## NHK紅白歌唱大賽出場紀錄
永井自1957年第8回首次出場以來，到1976年第27回，同與第8回首次出場的島倉千代子一起樹立史上首次連續20回的出場記錄。此後，到1982年已連續出場了26次。直到三波春夫於1984年的27次出場，才決定為白組最多出場者。
| 年度／放送回               | 回 | 曲目                          | 出演順 | 対戦相手        |
| 1957年（昭和32年）／第8回  | 初 | 東京午前三時                  | 10/25  | 大津美子        |
| 1958年（昭和33年）／第9回  | 2  | 西銀座駅前                    | 10/25  | 越路吹雪        |
| 1959年（昭和34年）／第10回 | 3  | 俺は淋しいんだ                | 12/25  | Peggy葉山       |
| 1960年（昭和35年）／第11回 | 4  | 東京カチート                  | 12/27  | 越路吹雪（2）   |
| 1961年（昭和36年）／第12回 | 5  | 君恋し                        | 12/25  | Peggy葉山（2）  |
| 1962年（昭和37年）／第13回 | 6  | 霧子のタンゴ                  | 24/25  | 西田佐知子      |
| 1963年（昭和38年）／第14回 | 7  | 逢いたくて                    | 16/25  | 越路吹雪（3）   |
| 1964年（昭和39年）／第15回 | 8  | 大阪ぐらし                    | 15/25  | Peggy葉山（3）  |
| 1965年（昭和40年）／第16回 | 9  | 東京しぐれ                    | 22/25  | 坂本壽美子      |
| 1966年（昭和41年）／第17回 | 10 | 大阪ろまん                    | 24/25  | 西田佐知子（2） |
| 1967年（昭和42年）／第18回 | 11 | 生命ある限り                  | 11/23  | 岸洋子          |
| 1968年（昭和43年）／第19回 | 12 | 加茂川ブルース                | 07/23  | 三澤明美        |
| 1969年（昭和44年）／第20回 | 13 | 君恋し（2回目）               | 20/23  | The Peanuts     |
| 1970年（昭和45年）／第21回 | 14 | 大阪流し                      | 15/24  | 邊見萬里        |
| 1971年（昭和46年）／第22回 | 15 | 羽田発7時50分                 | 17/25  | 本田路津子      |
| 1972年（昭和47年）／第23回 | 16 | 君恋し（3回目）               | 18/23  | 島倉千代子      |
| 1973年（昭和48年）／第24回 | 17 | 有楽町で逢いましょう          | 17/22  | 佐良直美        |
| 1974年（昭和49年）／第25回 | 18 | おまえに                      | 22/25  | 青江三奈        |
| 1975年（昭和50年）／第26回 | 19 | 君恋し（4回目）               | 20/24  | 八代亞紀        |
| 1976年（昭和51年）／第27回 | 20 | 東京午前三時（2回目）         | 18/24  | 島倉千代子（2） |
| 1977年（昭和52年）／第28回 | 21 | おまえに（2回目）             | 16/24  | 石田步美        |
| 1978年（昭和53年）／第29回 | 22 | 公園の手品師                  | 14/24  | 水前寺清子      |
| 1979年（昭和54年）／第30回 | 23 | 東京午前三時（3回目）         | 17/23  | 島倉千代子（3） |
| 1980年（昭和55年）／第31回 | 24 | 恋はお洒落に                  | 14/23  | 島倉千代子（4） |
| 1981年（昭和56年）／第32回 | 25 | おまえに（3回目）             | 09/22  | 島倉千代子（5） |
| 1982年（昭和57年）／第33回 | 26 | 有楽町で逢いましょう（2回目） | 10/22  | 青江三奈（2）   |

- 對戰歌手名字處（）內的數字表示此永井與此歌手的對戰次數。
- 曲名後的（○回數）表示在紅白各隊上的公演次數。
- 演出順序處表示「（演出順序）/（出場人數）」

## 外部連結
- 维基共享资源上的相關多媒體資源：法蘭克永井
- 相逢有樂町（日語）